# Lucas Till
Lucas Daniel Till (născut la 10 august 1990) este un actor american. El a început să joace de la o vârstă fragedă și a apărut într-o serie de filme și seriale, având roluri inclusiv în House și Hannah Montana: The Movie. El este cel mai bine cunoscut pentru rolul său ca Havok în X-Men începând cu anul 2011 și va juca rolul lui Angus MacGyver în MacGyver începând cu toamna anului 2016.

## Viața timpurie
Till s-a născut în Fort Hood, Texas, Statele Unite ale americii, fiul lui Dana Lyn (născută Brady) și John Mark Till, un locotenent-colonel în Armată. El are un frate mai mic, Nick (n. 1997). Till și-a petrecut mare parte din copilărie în Marietta, Georgia. După filmarea pentru Hannah Montana: Filmul în Savannah, Till s-a întors acasă pentru a absolvi cu promoția din 2008 a Kell High School. După absolvire s-a mutat la Los Angeles, California pentru a-și continua cariera de actor.

## Cariera
Destul de devreme părinții lui au devenit conștienți de capacitatea lui de a imita voci și personaje. Joy Pervis l-a descoperit pe Till în timp ce era prezent la clasa de actorie unde l-a înscris mama acestuia. Când avea 10 ani, a inceput să apară în reclame. La vârsta de 12 ani el a jucat în Adventures of Ociee Nash în rolul lui Harry Vanderbilt, bătăușul personajului principal. În 2004, Till a jucat rolul lui Jay în filmul Lightning Bug în Fairview, Alabama. Primul său rol important a fost Jack Cash, fratele mai mare al lui Johnny Cash, care a murit într-un accident la o fabrică de cherestea, în filmul biografic Walk the Line. După Walk the Line, Till a fost prezent într-o serie de filme independente și filme pentru televiziunea Lifetime. În 2008, Till a participat la audiția pentru Hannah Montana: Filmul în care joacă Miley Cyrus și a primit rolul lui Travis Brody. Într-un interviu Till a spus că înainte de filmare nu a călărit niciodată un cal. Till a mai declarat că el nu are în plan să joace pentru un alt film Disney. El a lucrat alături de actorul Jackie Chan în filmul The Spy Next Door, în care Till joacă rolul unui spion rus. De asemenea, el a jucat și în videoclipul lui Taylor Swift "You Belong with Me". El a jucat într-un episod din House, și în Leo Little's Big Show , împreună cu Emily Osment.
În 2008, Till a jucat rolul lui Jensen în filmul  Dance of the Dead , care a fost ales de regizorul Sam Raimi pentru distribuție prin Lions Gate Entertainment și Ghost House Pictures.
Till l-a jucat pe Havok în X-Men spin-off, X-Men: First Class (2011), regizat de Matthew Vaughn. ulterior, el a jucat în filmul independent All Superheroes Must Die (2013), și mai târziu a revenit ca Havok în continuarea X-Men: Days of Future Past (2014) și X-Men: Apocalypse (2016). El va juca, de asemenea, ca Angus MacGyver în serialul MacGyver, și va juca în filmul de animație Monster Trucks, regizat de fondatorul Blue Sky Studios, Chris Wedge.

## Filme
| An   | Titlu                            | Rolul                | Observații    |
| ---- | -------------------------------- | -------------------- | ------------- |
| 2003 | The Lovesong of Edwerd J. Robble | Michael              | Scurt-metraj  |
| 2003 | The Adventures of Ociee Nash     | Harry Vanderbilt     |               |
| 2004 | Pee Shy                          | Chad                 | Scurt-metraj  |
| 2004 | Lightning Bug                    | Jay Graves           |               |
| 2005 | Walk the Line                    | Jack Cash            |               |
| 2006 | The Other Side                   | Young Samuel North   |               |
| 2008 | Dance of the Dead                | Jensen               | Direct-to-DVD |
| 2009 | Laid to Rest                     | Young Store Clerk    | Direct-to-VOD |
| 2009 | Hannah Montana: The Movie        | Travis Brody         |               |
| 2009 | The Lost & Found Family          | Justin               | Direct-to-VOD |
| 2010 | The Spy Next Door                | Larry                |               |
| 2011 | Battle: Los Angeles              | Cpl. Scott Grayston  |               |
| 2011 | X-Men: First Class               | Alex Summers / Havok |               |
| 2011 | All Superheroes Must Die         | Cutthroat / Ben      | Direct-to-VOD |
| 2012 | Someone Like You                 | Scurt-metraj         |               |
| 2012 | Dark Hearts                      | Sam                  | Direct-to-DVD |
| 2013 | Stoker                           | Chris Pitts          |               |
| 2013 | Crush                            | Scott Norris         | Direct-to-VOD |
| 2013 | Wet and Reckless                 | Toby 'Dollars'       | Direct-to-VOD |
| 2013 | Paranoia                         | Kevin                |               |
| 2014 | Wolves                           | Cayden Richards      | Direct-to-VOD |
| 2014 | Kristy                           | Aaron                | Direct-to-VOD |
| 2014 | X-Men: Days of Future Past       | Alex Summers / Havok |               |
| 2015 | Bravetown                        | Josh Harvest         | Direct-to-VOD |
| 2015 | The Curse of Downers Grove       | Bobbie               | Direct-to-VOD |
| 2016 | X-Men: Apocalypse                | Alex Summers / Havok |               |
| 2017 | Monster Trucks                   | Post-production      |               |

| An   | Titlu               | Rolul                       | Observații                                                     |
| ---- | ------------------- | --------------------------- | -------------------------------------------------------------- |
| 2006 | Nu Ca Toți Ceilalți | Kyle Kenney                 | Film TV                                                        |
| 2008 | Casa                | Simon                       | Episod: "Joy to the Lumea Sezonului 5"                         |
| 2009 | Mediu               | Adam Mankowitz              | Episod: "Lucruri de Făcut în Phoenix, atunci Când ești Mort"   |
| 2009 | Frica Clinica       | Brett                       | Episod: "Scotophobia" și "Hidrofobie"                          |
| 2010 | Blue Mountain State | Bratul De Aur / Matt Parker | Episod: "The Legend of the Golden Arm"                         |
| 2013 | Pauză De Cafea      | El                          | Invitat Special, E! Divertisment De Televiziune America Latină |
| 2016 | MacGyver Reboot     | Angus MacGyver              | Rolul principal, Televiziune CBS                               |

## Premii
| An   | Grup               | Premiul                             | Rezultatul                | Note |
| ---- | ------------------ | ----------------------------------- | ------------------------- | ---- |
| 2009 | Teen Choice Awards | Alegerea Actor De Film: Muzica/Dans | Hannah Montana: The Movie |      |
| 2009 | Teen Choice Awards | Alegerea Film Liplock               | Hannah Montana: The Movie |      |
| 2011 | Teen Choice Awards | Alegerea Film Chimie                | X-Men: First Class        |      |